# Harald Rofner
Harald Rofner (2 marzo 1948) è un ex sciatore alpino austriaco.

## Biografia
Sciatore polivalente con maggiore propensione alle prove tecniche originario di Sankt Anton am Arlberg, Harald Rofner debuttò in campo internazionale in occasione del trofeo dell'Hahnenkamm 1966, il 22-23 gennaio a Kitzbühel, senza completare né la discesa libera né lo slalom speciale; in Coppa del Mondo esordì il 21 gennaio 1967 nella medesima località in discesa libera (49º) e ottenne il primo risultato di rilievo il 16 marzo 1969 a Mont-Sainte-Anne in slalom speciale (10º). Ai Mondiali di Val Gardena 1970, sua unica presenza iridata, non completò lo slalom speciale.
In Coppa del Mondo conquistò tre podi, tutti nel 1971 in slalom speciale: il 17 gennaio a Sankt Moritz (2º alle spalle dello statunitense Tyler Palmer), il 24 gennaio a Kitzbühel (3º dietro ai francesi Jean-Noël Augert e Alain Penz) e il 19 dicembre a Sestriere (3º dietro a Palmer e ad Augert, suo ultimo piazzamento a punti nel circuito). Si ritirò durante la stagione 1972-1973: in Coppa del Mondo ottenne l'ultimo piazzamento il 19 dicembre a Madonna di Campiglio in slalom gigante (32º) e prese per l'ultima volta il via il 3 febbraio a Sankt Anton am Arlberg in discesa libera, senza completare la prova. Non prese parte a rassegne olimpiche.

## Palmarès

### Coppa del Mondo
- Miglior piazzamento in classifica generale: 15º nel 1971
- 3 podi (tutti in slalom speciale):
  - 1 secondo posto
  - 2 terzi posti

### Campionati austriaci
- 4 medaglie[1][senza fonte]:
  - 2 ori (slalom speciale nel 1970; slalom speciale nel 1971)
  - 2 bronzi (slalom speciale nel 1968; combinata nel 1970)

### Campionati austriaci juniores
- 10 medaglie[1][senza fonte]:
  - 5 ori (slalom gigante/1, slalom gigante/2, slalom speciale, combinata nel 1964; discesa libera nel 1967)
  - 4 argenti (slalom gigante, slalom speciale, combinata nel 1965; slalom gigante nel 1967)
  - 1 bronzo (discesa libera nel 1965)